# Lou Marinoff
(Lou Marinoff, Platone è meglio del Prozac)
Lou Marinoff (Montréal, 1951) è un filosofo canadese e uno dei maggiori portavoce della professione di consulente filosofico.

## Biografia
Lou Marinoff conseguì il dottorato in Filosofia della Scienza all'University College di Londra (UCL); successivamente ottenne da quest'ultima e dall'Università Ebraica di Gerusalemme delle borse di studio. È Commissario del "Canadian Business and Professional Ethics Network" al Centro per l'Etica Applicata dell'UBC (Università della Columbia Britannica), dov'è anche docente di filosofia. 
Attualmente è Professore Associato e Vicepreside di Filosofia al City College di New York.
Marinoff cominciò l'attività di consulente filosofico nel 1991. Tra i suoi clienti si possono annoverare sia individui che istituti di educazione, associazioni professionali, aziende e governi. In passato è stato presidente della Società Americana per la Filosofia, la Consulenza e la Psicoterapia (ASPCP); ruppe i rapporti con questa organizzazione per fondare l'Associazione Americana dei Terapisti Filosofici (APPA). 
È membro dell'Istituto per i Governi Locali all'Università dell'Arizona e dell'Aspen Institute (Istituto Omega per gli Studi Olistici e Forum Economico Mondiale).
Egli pubblica regolarmente in merito a etica, pratica filosofica e altri argomenti accademici. È autore di due bestseller internazionali, uno dei quali, Platone è meglio del Prozac, destinato al grande pubblico, è stato tradotto in venticinque lingue.

## Critiche e controversie
Lou Marinoff è stato criticato da alcuni rappresentanti delle professioni che si occupano di igiene mentale con l'accusa di azzardare della filosofia troppo popolare (degradante anche per la filosofia stessa) e di non rispettare discipline quali la psicologia e la psichiatria; molti critici hanno ritenuto, ad esempio, che il suo libro Platone è meglio del Prozac sia più focalizzato sul denigrare psicologia clinica e psichiatria che non sull'offrire una reale alternativa filosofica. Elliot D. Cohen, della ASPCP,  ha ribattuto alle critiche affermando che "Il più grande ostacolo alla diffusione della consulenza filosofica negli Stati Uniti è la resistenza fatta dalle discipline che tradizionalmente si occupano di salute mentale... dicono che: "I filosofi non sanno niente di salute mentale, ciò che possono fare è solo mettere in pericolo i clienti.""
Shlomit Schuster, una consulente filosofica professionista, ha dichiarato che "la presentazione esageratamente divulgativa del dott. Marinoff rappresenta un imbarazzo mondiale per la professione." 
David O'Donaghue, uno psicologo che ha conseguito un dottorato in filosofia (almeno questo è ciò che afferma), dice che Marinoff "non è un sapiente, non è un individuo che può fare da guida ad un Paese".

O'Donaghue scrive inoltre: "Un training di tre giorni dopo il quale un certificato per praticare la consulenza filosofica è garantito, è ridicolo perché mette la consulenza filosofica stessa al livello di un qualsiasi laboratorio New Age. Marinoff ignora la lunga tradizione di ricerca, formazione ed educazione necessarie allo sviluppo delle competenze. I filosofi, nelle loro torri d'avorio, non spesso hanno capacità d'ascolto, empatia o esperienza reale per essere effettivamente dei consulenti che si occupano di problemi umani di vita reale. Marinoff ha distrutto qualsiasi credibilità la consulenza filosofica avesse ottenuto attraverso la dichiarazione di arroganti pretese e l'alienazione delle altre professioni".
Una panoramica critica sui libri di Marinoff è inoltre Marinoff's Therapy, un articolo redatto da Shlomit Schuster per "Il Giornale Internazionale di Pratica Filosofica" .

## Opere
- Platone è meglio del Prozac (1999)
- La pratica filosofica (2001)
- Le pillole di Aristotele. Come la filosofia può cambiare la tua vita (2003)
- Aristotele Buddha Confucio per essere felici ora (2007)